# Karl-Marx-Hof
Le Karl-Marx-Hof, situé dans le quartier de Heiligenstadt à Vienne (lui même dans le 19e district, Döbling), est un ensemble de logements sociaux d’un kilomètre de long réalisé entre 1927 et 1930 par l'architecte autrichien Karl Ehn. Il s’agit d’un vaste bloc de béton de 1 382 appartements qui mêle fonctionnalité et audace architecturale. Il est limité à l'ouest par la Heiligenstädter Straße au Nord par la Grinzinger Straße, à l'est par la Boschstraße et au sud par la Geistingergasse. L’ensemble est composé de trois cours intérieures et d’une vaste place autour desquelles s’organisent des bâtiments de couleur ocre Art déco.

## Histoire
L'ouverture officielle de l'ensemble eut lieu le 12 octobre 1930 par la municipalité austro-marxiste qui administra la ville de 1919 à 1934. Le logement comprenait en tout 1 382 appartements pour une capacité totale d'accueil d'environ 5 000 personnes. Tous les logements possédaient dès leur construction leur propre toilette. 
Lors de l'insurrection de février 1934, le Karl-Marx-Hof servit de quartier général aux militants socialistes et fut pris d'assaut par les forces conservatrices et fascistes. Les opposants socialistes ne rendirent les armes qu'après des tirs d'artillerie sur l'ensemble. 